# Thomas Thorstensen
Thomas Thorstensen (Stavanger, 15 maggio 1880 – 18 giugno 1953) è stato un ginnasta norvegese.

## Palmarès

### Olimpiadi
- Oro a Stoccolma 1912 nel concorso libero a squadre.
- Argento a Londra 1908 nel concorso a squadre.